# Pappa di latte
Pappa di latte је двоструки студијски албум италијанске певачице Мине из 1995.

## Списак пјесама

### Први део
1. A Night in Tunisia / Penso positivo / Copacabana (At the Copa) — 5:52
2. Almeno tu nell'universo — 4:03
3. They Can't Take That Away from Me — 4:13
4. More Than Words — 3:52
5. Porque tu me acostumbraste — 4:20
6. The Captain of Her Heart / Every Breath You Take — 5:08
7. Sincerely — 4:04
8. When You Let Me Go (Cosa resterà degli anni '80) — 4:49
9. If I Fell — 2:35
10. Encadenados — 4:16

### Други део
1. Non c'è più audio — 4:52
2. Naufragati — 4:16
3. Di vista — 4:36
4. Donna donna donna — 5:18
5. Per te che mi hai chiesto una canzone — 2:42
6. Chiedimi tutto — 3:26
7. Sulamente pe' parlà — 4:11
8. Metti uno zero — 4:28
9. Se finisse tutto così — 4:34
10. Torno venerdì — 5:24
11. Timida — 5:07

## Позиције на листама
| Листа (1995)              | Највиша позиција |
| ------------------------- | ---------------- |
| Европа (Music & Media)    | 32               |
| Италија (FIMI)            | 2                |
| Италија (Musica e dischi) | 4                |